# Josephine Schefsky

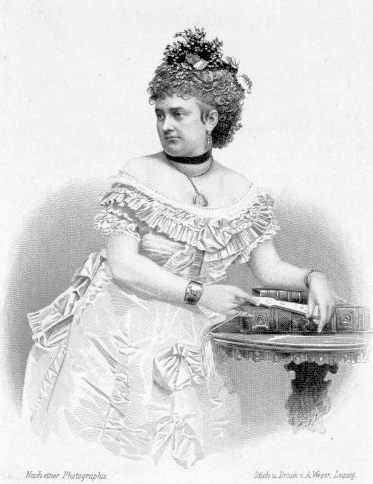
Josephine Schefsky

Josephine Schefsky, auch Josefine Schefzky (1843 oder 1846 – 11. November 1912 in München) war eine deutsche Theaterschauspielerin und Opernsängerin (Alt).

## Leben
Schefsky debütierte am 30. März 1868 am Hoftheater München als Orpheus in der Gluck'schen Vertonung Orpheus und Eurydike. Sie war als Ensemblemitglied von 1871 bis 1879 in München engagiert. Im August 1876 nahm sie an den ersten Richard-Wagner-Festspielen in Bayreuth teil. Sie verkörperte die Sieglinde in der Walküre und die Zweite Norn in der Uraufführung der Götterdämmerung. Am 13. Mai 1877 übernahm sie in der Münchner Erstaufführung von Verdis Aida die Partie der Amneris. Nachdem sie ihre prächtige Altstimme auch auf anderen namhaften Bühnen Deutschlands hatte ertönen lassen, zog sie sich gänzlich vom Theater zurück und schlug ihren Wohnsitz in München auf. Partien wie „Fidès“, „Azucena“, „Frau Reich“, „Gertrude“ etc. waren hervorragende Leistungen dieser Künstlerin.